# Hej, rodni kraju moj
Hej, rodni kraju moj je singl-ploča pevačice Merime Njegomir iz 1979. godine koju je snimila u duetu sa Duškom Kostićem. Objavljena je 6. marta u izdanju diskografske kuće Jugoton. Ovo je druga singl-ploča u karijeri Merime Njegomir.

## Pesme
| Strana | Pesma                | Autor        |
| ------ | -------------------- | ------------ |
| А      | Hej, rodni kraju moj | Miodrag Ilić |
| B      | Ruku svoju daj       | Miodrag Ilić |

## Spoljašnje veze
- Informacije na discogs.com